# HLA-DMB
HLA-DMB (англ. Major histocompatibility complex, class II, DM beta) – білок, який кодується однойменним геном, розташованим у людей на короткому плечі 6-ї хромосоми. Довжина поліпептидного ланцюга білка становить 263 амінокислот, а молекулярна маса — 28 943.
| 10         |  | 20         |  | 30         |  | 40         |  | 50         |
| ---------- |  | ---------- |  | ---------- |  | ---------- |  | ---------- |
| MITFLPLLLG |  | LSLGCTGAGG |  | FVAHVESTCL |  | LDDAGTPKDF |  | TYCISFNKDL |
| LTCWDPEENK |  | MAPCEFGVLN |  | SLANVLSQHL |  | NQKDTLMQRL |  | RNGLQNCATH |
| TQPFWGSLTN |  | RTRPPSVQVA |  | KTTPFNTREP |  | VMLACYVWGF |  | YPAEVTITWR |
| KNGKLVMPHS |  | SAHKTAQPNG |  | DWTYQTLSHL |  | ALTPSYGDTY |  | TCVVEHIGAP |
| EPILRDWTPG |  | LSPMQTLKVS |  | VSAVTLGLGL |  | IIFSLGVISW |  | RRAGHSSYTP |
| LPGSNYSEGW |  | HIS        |  |            |  |            |  |            |

A: Аланін

C: Цистеїн

D: Аспарагінова кислота

E: Глутамінова кислота

F: Фенілаланін

G: Гліцин

H: Гістидин

I: Ізолейцин

K: Лізин

L: Лейцин

M: Метіонін

N: Аспарагін

P: Пролін

Q: Глутамін

R: Аргінін

S: Серин

T: Треонін

V: Валін

W: Триптофан

Задіяний у такому біологічному процесі, як імунітет. 
Локалізований у мембрані, лізосомі, ендосомах.